# 동부대로 (평택 용인)
동부대로는 경기도 평택시 진위면 견산리 견산1 교차로에서 시작해 오산시, 화성시를 거쳐 용인시 기흥구 영덕동 흥덕 나들목까지 이어지는 경기도의 도로이다. 평택시 구간은 평택시도 제21호선의 일부이며, 오산시 구간은 오산시도 제10호선으로 지정되어 있다. 화성시 구간은 본래 지방도 제311호선과 지방도 제317호선이 중복되는 구간이었으나, 동탄제2신도시가 개발되면서 지방도 제317호선은 동탄기흥로로 이설되었고 지방도 제311호선만이 지정되었다.

## 역사
- 2009년 3월 10일 : 운암 사거리 ~ 청계 교차로 4.6km 구간 개통[1]
- 2009년 7월 1일 : 청계 교차로 ~ 흥덕 나들목 8.9km 구간 개통[2]
- 2009년 8월 24일 : 2개 이상 시·군에 걸쳐 있는 도로로 동부대로를 고시[3]
- 2011년 6월 28일 : 도로 신설로 종점을 화성시 동탄면 영천리에서 용인시 기흥구 영덕동까지 도로구간 연장[4]
- 2014년 12월 28일 : 화성시 동탄면 오산리 ~ 오산시 부산동 6km 구간 동부대로 1~6지하차도 개통[5]
- 2023년 4월 28일 : 2개 이상 시·도에 걸쳐 있는 입체도로로 운암고가교(오산시 부산동 ~ 화성시 방교동) 650~679m 구간을 '운암고가도로'로 고시[6]

## 주요 경유지
경기도
- 평택시 진위면 - 오산시 (갈곶동 - 고현동 - 원동 - 오산동 - 부산동) - 화성시 (방교동 - 오산동 - 영천동) - 용인시 기흥구 (고매동 - 농서동 - 고매동 - 하갈동 - 영덕동)

## 노선
- 연한 파란색(■): 평택시도 제21호선 구간
- 연한 분홍색(■): 오산시도 제10호선 구간
- 노란색(■): 지방도 제311호선 구간

| 이름                       | 접속 노선                          | 소재지            | 소재지                                   | 비고                           |
| -------------------------- | ---------------------------------- | ----------------- | ---------------------------------------- | ------------------------------ |
| 견산1 교차로               | 평택시도 제21호선 (진위서로)       | 평택시            | 진위면                                   | 시점                           |
| 가곡1리입구사거리          | 가곡1길                            | 평택시            | 진위면                                   |                                |
| 가곡2리입구사거리          | 가곡2길                            | 평택시            | 진위면                                   |                                |
| (이름 없음)                | 진위산단로                         | 평택시            | 진위면                                   |                                |
| (이름 없음)                | 엘지로                             | 평택시            | 진위면                                   |                                |
| (이름 없음)                | 엘지로                             | 오산시            | 대원동                                   |                                |
| (이름 없음)                | 오산시도 제16호선 (남부대로)       | 오산시            | 대원동                                   |                                |
| (이름 없음)                | 지방도 제310호선 (밀머리로)        | 오산시            | 대원동                                   |                                |
| 오산 나들목 (원동고가차도) | 1호선 경부고속도로 원동로          | 오산시            | 대원동                                   |                                |
| (이름 없음)                | 대원로                             | 오산시            | 대원동                                   |                                |
| 시청앞 교차로              | 성호대로                           | 오산시            | 대원동                                   |                                |
| 시청앞 교차로              | 성호대로                           | 오산시            | 중앙동                                   |                                |
| 오산경찰서                 | 운천로                             | 오산시            |                                          |                                |
| 운암사거리                 | 국가지원지방도 제82호선 (경기동로) | 오산시            |                                          |                                |
| 오동교                     |                                    | 오산시            |                                          |                                |
| 화성시                     | 동탄동                             |                   |                                          |                                |
| 화성시                     | 동탄동                             | 동부대로6지하차도 | 동탄산단3길 동탄산단4길                  |                                |
| 화성시                     | 동탄동                             | 송리교            |                                          |                                |
| 화성시                     | 동탄동                             | 동부대로5지하차도 | 동탄산단7길 동탄산단8길                  |                                |
| 화성시                     | 동탄동                             | (이름 없음)       | 동탄산단7길 동탄기흥로247번길            | 동부대로4지하차도              |
| 화성시                     | 동탄동                             | (교량 이름 미상)  |                                          | 동부대로4지하차도              |
| 화성시                     | 동탄동                             | (이름 없음)       | 10용사로                                 | 동부대로4지하차도              |
| 화성시                     | 동탄동                             | (이름 없음)       | 동탄신리천로                             | 동부대로4지하차도              |
| 화성시                     | 동탄동                             | 동부대로3지하차도 | 노작로 동탄청계로                        |                                |
| 화성시                     | 동탄동                             | 동부대로2지하차도 | 동탄원천로                               |                                |
| 화성시                     | 동탄동                             | 동부대로1지하차도 | 동탄순환대로                             | 상행 진출 불가 하행 진입 불가  |
| 화성시                     | 동탄동                             | 기흥1교           |                                          |                                |
| 용인시                     | 기흥구                             |                   |                                          |                                |
| 용인시                     | 기흥구                             | 기흥교            |                                          |                                |
| 용인시                     | 기흥구                             | 기흥터널          |                                          | 연장 1,340m                    |
| 용인시                     | 기흥구                             | 하갈2교           |                                          |                                |
| 용인시                     | 기흥구                             | 청명터널          |                                          | 연장 230m                      |
| 용인시                     | 기흥구                             | 청명 나들목       | 지방도 제315호선 (덕영대로) (보라하갈로) | 진출시 청명생태터널 (80m) 진입 |
| 용인시                     | 기흥구                             | 영덕3터널         |                                          | 연장 180m                      |
| 용인시                     | 기흥구                             | 영덕2터널         |                                          | 연장 180m                      |
| 용인시                     | 기흥구                             | 영덕1교           |                                          |                                |
| 용인시                     | 기흥구                             | 영덕1터널         |                                          | 연장 180m                      |
| 용인시                     | 기흥구                             | 흥덕 나들목       | 171호선 용인서울고속도로                 | 종점                           |
| 용인서울고속도로와 직결    |                                    |                   |                                          |                                |

## 주요 건물 및 시설
- 오산경찰서 (오산시 동부대로 596)

## 주의사항
이 도로의 청명 나들목 ~ 흥덕 나들목 구간은 자동차 전용도로로 지정되지 않았지만 흥덕 나들목에서 다른 도로로 진출·입이 불가능하고 용인서울고속도로로 바로 직결되기 때문에 자전거, 보행자는 통행할 수 없다. 이륜자동차(모터사이클 혹은 오토바이)는 긴급자동차(싸이카 및 소방용 모터사이클 등)에 한해 통행이 가능하며, 그 밖의 이륜자동차는 통행할 수 없다. 이에 대한 대체도로로는 덕영대로가 있다.